# Klaus Schier
Klaus Schier (* 14. Mai 1952 in Mirow) ist ein deutscher Politiker (ehemals SPD).
Schier ging in Neustrelitz zur Schule und machte danach die Lehre zum Elektroschweißer sowie den Grundwehrdienst. Beruflich war er zunächst als Schweißer im Dämpferbau Lommatzsch tätig, danach war er im Getränkekombinat Neubrandenburg („Nordbräu“) Schichtleiter und ab 1994 bis zur Schließung des Betriebs Betriebsratsvorsitzender.
Schier wurde 1997 Mitglied der SPD. Er wurde 1998 Landtagsabgeordneter, u. a. als wohnungspolitischer Sprecher. Im Jahr darauf wurde er Ratsherr von Neubrandenburg und war dort stellvertretender Fraktionsvorsitzender. Dem Landtag gehörte Schier bis 2002 an. Nach Auseinandersetzungen mit Harald Ringstorff war Schier in der Kommunalpolitik für eine Wählergemeinschaft aktiv.
| Personendaten    | Personendaten                  |
| ---------------- | ------------------------------ |
| NAME             | Schier, Klaus                  |
| KURZBESCHREIBUNG | deutscher Politiker (SPD), MdL |
| GEBURTSDATUM     | 14. Mai 1952                   |
| GEBURTSORT       | Mirow                          |